# Bộ lưu chuyến bay

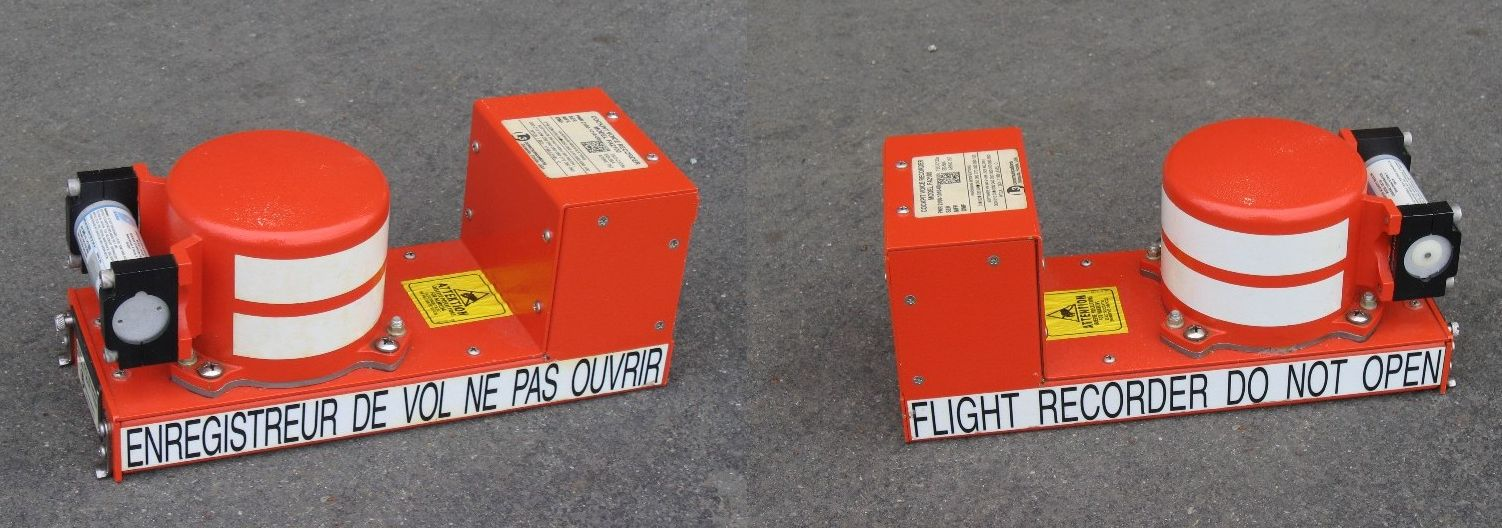
Hai mặt của một bộ ghi âm buồng lái phi công, một loại bô lưu chuyến.

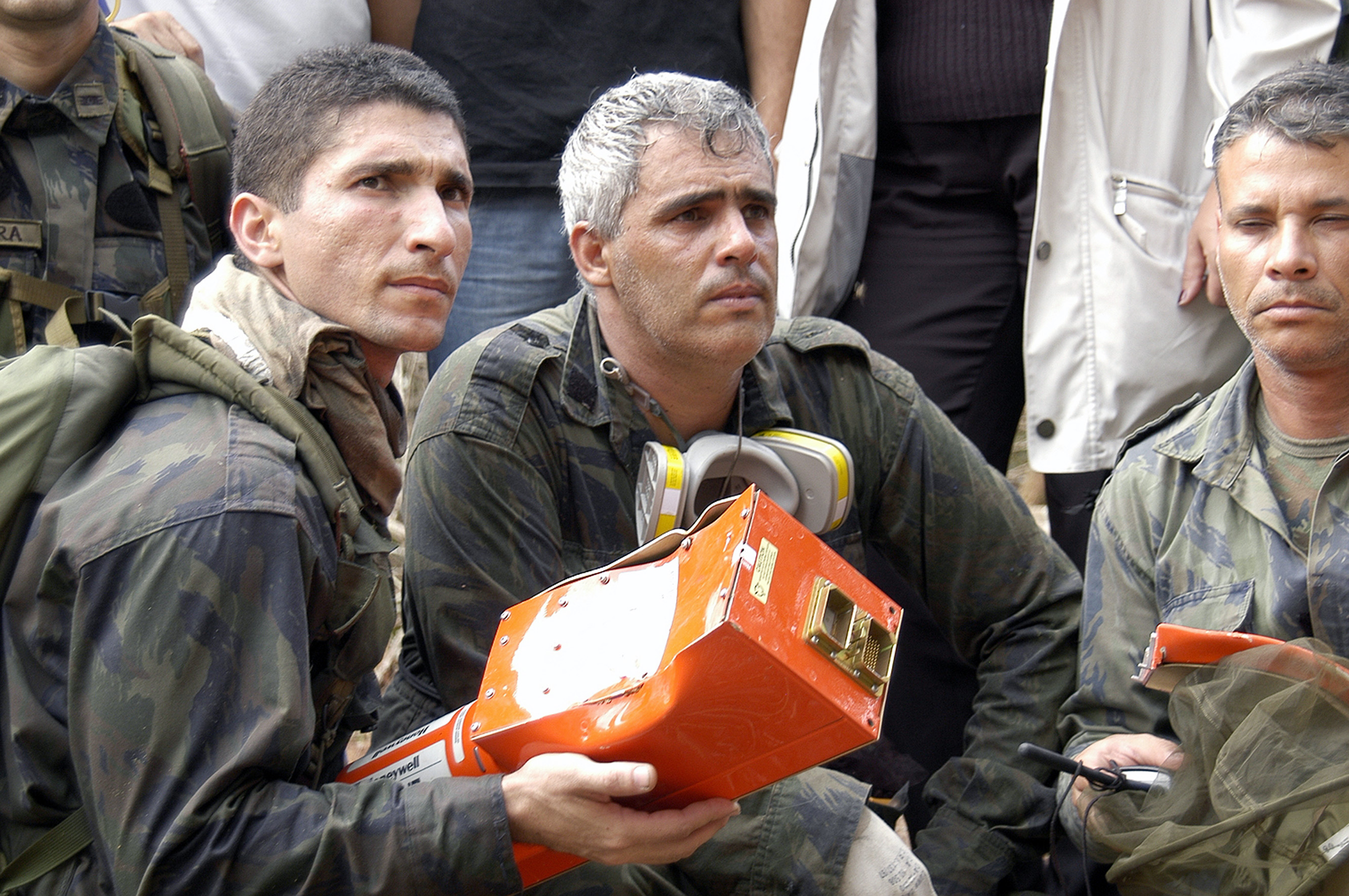
Bộ lưu chuyến bay được tìm thấy sau khi Chuyến bay 1907 của Gol Transportes Aéreos gặp nạn.

Bộ lưu chuyến bay - tiếng Anh: flight recorder là một bộ thiết bị ghi trên máy bay nhằm phục vụ cho việc điều tra các tai nạn hoặc sự kiện máy bay. Điều này đòi hỏi nó phải chịu được những điều kiện khi máy bay bị tai nạn nghiêm trọng như chịu được va chạm bằng 3600 lực trọng trường và nhiệt độ 1.000°C. Bộ lưu chuyến bay bao gồm hai thiết bị thường được tích hợp làm một là bộ lưu dữ liệu chuyến bay (flight data recorder-FDR) và bộ ghi âm buồng lái (cockpit voice recorder-CVR). Thiết bị này thường được gọi là hộp đen mặc dù bộ lưu chuyến bay được sơn màu cam nổi bật để có thể dễ dàng tìm thấy sau các tai nạn máy bay.
Bộ lưu chuyến bay (DFDR - Digital Flight Data Recorder) lưu tất cả thông tin của máy bay ở bộ nhớ. DFDR sử dụng bộ nhớ loại solid state, tức là bộ nhớ thể rắn siêu bền (không có bất cứ bộ phận nào chuyển động) điều này tương tự ổ cứng thể rắn SSD. Máy ghi này có thể lưu tất cả dữ liệu mà máy tính thu thập được trong 25 giờ sau cùng. Nó có thể lưu dữ liệu lớn hơn so với 25h nếu kết hợp được dung lượng bộ nhớ và tốc độ dữ liệu.
Để có dữ liệu về thời gian, DFDR sẽ phát tín hiệu đồng bộ thời gian (GMT) cứ mỗi 4 giây đến bộ ghi âm buồng lái CVR.
Dữ liệu ghi nhận được sẽ chứa trong bộ nhớ CMOS chống sốc. Máy ghi sẽ nhận một chuỗi thông điệp 64 từ/giây hoặc 128 từ/giây từ máy tính. Chế độ ghi dữ liệu là một khối dữ liệu đơn mà mỗi khối cách nhau bởi một khoảng trắng. Thời gian để nhận được một khối dữ liệu là 1 giây, do đó DFDR sẽ liên tục giám sát các hoạt động. Nếu có bất thường xuất hiện trong khoảng thời gian này, nó sẽ tự động lưu lại trong bộ nhớ. Khi máy bay hạ cách thì các dữ liệu này sẽ được truy xuất để phân tích.
DFDR còn trang bị một thiết bị phát tín hiệu định vị dưới nước (Underwater Locator Beacon, hay được gọi tắt là ULB) gắn ở mặt trước của nó. ULB sẽ phát tín hiệu vô tuyến với tần số 37.5 KHz cứ mỗi 1 giây. Thời gian hoạt động của pin ULB sẽ tùy theo nhà sản xuất, thông thường có thể hoạt động liên tục khoảng 30 ngày. Nó sẽ hoạt động khi tiếp xúc với nước. Tầm để phát hiện ra ULB là 1800–3600 m. ULB được thiết kế để hoạt động ngay cả nó ở sâu 6000 m dưới biển. ULB có thể thực hiện bảo dưỡng mà không cần tháo DFDR, ví dụ như thay pin cho ULB. Mục đích của ULB là để đội tìm kiếm cứu hộ tìm ra được vị trí DFDR.